# Seo Myung-joon
Seo Myung-joon (* 15. Juni 1992 in Seoul) ist ein ehemaliger südkoreanischer Freestyle-Skier. Er startete in den Buckelpisten-Disziplinen Moguls und Dual Moguls.

## Werdegang
Seo trat international erstmals bei den Weltmeisterschaften 2009 in Inawashiro in Erscheinung. Dort belegte er den 34. Platz im Moguls und den 25. Rang im Dual Moguls. Im Januar 2010 in Calgary nahm er erstmals am Freestyle-Skiing-Weltcup teil und errang  dabei die Plätze 45 sowie 33 im Moguls. In den folgenden Jahren belegte er bei den Winter-Asienspielen 2011 in Almaty den fünften Platz im Moguls-Wettbewerb, bei den Weltmeisterschaften 2013 in Voss den 36. Platz im Moguls sowie den 34. Rang im  Dual Moguls und bei den Weltmeisterschaften 2015 am Kreischberg den 35. Platz im Dual Moguls sowie den 29. Rang im Moguls. Zudem wurde er im Jahr 2015 südkoreanischer Meister im Moguls und errang bei der Winter-Universiade 2015 in der Sierra Nevada den 15. Platz im Moguls. In der Saison 2015/16 erreichte er in Calgary mit dem neunten Platz seine erste Top-Zehn-Platzierung im Weltcup und zugleich beste Platzierung sowie zum Saisonende mit dem 18. Platz im Moguls-Weltcup sein bestes Gesamtergebnis. In der Saison 2016/17 kam er im Deer Valley mit dem zehnten Platz im Moguls-Wettbewerb nochmals im Weltcup unter den ersten Zehn und wurde bei den Winter-Asienspielen 2017 in Sapporo Sechster im Moguls sowie Vierter im Dual Moguls. Beim Saisonhöhepunkt, den Freestyle-Skiing-Weltmeisterschaften 2017 in der Sierra Nevada, belegte er den 32. Platz im Moguls und den 22. Rang im Dual Moguls. Bei seiner einzigen Teilnahme an Olympischen Winterspielen im Februar 2018 in Pyeongchang fuhr er auf den 28. Platz im Moguls. In der Saison 2018/19 absolvierte er in Lake Placid seinen 57. und damit letzten Weltcup, welchen er auf dem 38. Platz im Moguls beendete und kam bei den Freestyle-Skiing-Weltmeisterschaften 2019 im Deer Valley auf den 32. Platz im Dual Moguls und auf den 29. Rang im Moguls. Seine Schwester Seo Jung-hwa war ebenfalls als Freestyle-Skierin in den Buckelpisten-Disziplinen aktiv.

## Erfolge

### Olympische Spiele
- 2018 Pyeongchang: 28. Platz Moguls

### Weltmeisterschaften
- 2009 Inawashiro: 25. Platz Dual Moguls, 34. Platz Moguls
- 2013 Voss: 34. Platz Dual Moguls, 36. Platz Moguls
- 2015 Kreischberg: 29. Platz Moguls, 35. Platz Dual Moguls
- 2017 Sierra Nevada: 22. Platz Dual Moguls, 32. Platz Moguls
- 2019 Deer Valley: 29. Platz Moguls, 32. Platz Dual Moguls

### Weltcupwertungen
| Saison  | Gesamt | Gesamt | Moguls | Moguls |
| Saison  | Platz  | Punkte | Platz  | Punkte |
| ------- | ------ | ------ | ------ | ------ |
| 2010/11 | -      | -      | 58.    | 4      |
| 2012/13 | 281.   | 1      | 54.    | 11     |
| 2013/14 | 265.   | 1      | 51.    | 13     |
| 2014/15 | 149.   | 4      | 32.    | 33     |
| 2015/16 | 95.    | 13,63  | 18.    | 109    |
| 2016/17 | 140.   | 8,45   | 25.    | 93     |
| 2017/18 | 221.   | 3,10   | 37.    | 31     |

### Weitere Erfolge
- Winter-Asienspiele 2011: 5. Platz Moguls
- Winter-Asienspiele 2017: 4. Platz Dual Moguls, 6. Platz Moguls
- Winter-Universiade 2015: 15. Platz Moguls